# هوهانس سباستاتسی
هوهانس سباستاتسی (ارمنی: Հովհաննես Սեբաստացի؛ انگلیسی: Yovhannes Sebastatsi زادهٔ نامشخص - درگذشته ۱۸۳۰)، شاعر و تاریخ‌نگار اهل ارمنستان بود.

## زندگی‌نامه
وی در سباستیا (سیواس)، ترکیه به دنیا آمد تاریخ تولد وی نامشخص است از ۱۸۰۹ تا ۱۸۲۹ ارمنیان سباستیا بوده است.  تاریخ سباستیا و تعدادی شعر را از تالیفات وی بوده است. وی در ۱۸۳۰ در سباستیا درگذشت.

## آثار
- تاریخ سباستیا